# Sporophila morelleti
El semillero de Morelet, espiguero de Morelet o semillero cuelliblanco (grupo morelleti) (Sporophila morelleti) es una especie de ave paseriforme de la familia Thraupidae perteneciente al numeroso género Sporophila, recientemente separada (en 2018) de Sporophila torqueola. Es nativa del sur de América del Norte y de América Central, es la más norteña de todas las Sporophila.

## Distribución y hábitat
Se distribuye desde el extremo sur de los Estados Unidos (valle del río Grande en el extremo sureste de Texas, hacia el sur por todo el este de México, hasta el istmo de Tehuantepec, donde alcanza también la pendiente del Pacífico, y por Belice, Guatemala, El Salvador, Honduras, Nicaragua, Costa Rica hasta el oeste de Panamá (oeste de Chiriquí y oeste de Bocas del Toro).
Habita en praderas abiertas, generalmente cerca de agua: pastizales, costados de caminos, campos con yuyales, y hasta pantanos cubiertos con pastos altos, rústicos. En Texas, su hábitat histórico incluye praderas a lo largo de canales de irrigación, también es visto con frecuencia en hábitat de planicies inundables con asociación de sauces y fresnos. Las áreas de hábitat preferencial se componen de una densa cobertura del suelo de dos a tres metros de altura con amontonados dispersos de cañas, arbustos, o árboles de tres a diez metros de altura. Hasta 2400 m de altitud.

## Sistemática

### Descripción original
La especie S. morelleti fue descrita por primera vez por el zoólogo francés Charles Lucien Bonaparte en 1850 bajo el nombre científico Spermophila morelleti; su localidad tipo es: «Petén, Guatemala».

### Etimología
El nombre genérico femenino Sporophila es una combinación de las palabras del griego «sporos»: semilla, y  «philos»: amante; y el nombre de la especie «morelleti» conmemora al naturalista, artista y colector francés Pierre Marie Arthur Morelet (1809–1892).

### Taxonomía
El presente grupo de subespecies fue tradicionalmente tratado como subespecies de Sporophila torqueola, hasta que los estudios genético moleculares de Mason et al. (2018) demostraron tratarse de especies distantes, confirmando lo que las diferencias de plumaje y de vocalización ya indicaban. La separación fue aprobada en la Propuesta 2018-C-8 al Comité de Clasificación de Norte y Mesoamérica (NACC).

### Subespecies
Según la clasificación del Congreso Ornitológico Internacional (IOC) se reconocen tres subespecies, con su correspondiente distribución geográfica:
- Sporophila morelleti sharpei Lawrence, 1889 – sur de Texas y noreste de México.
- Sporophila morelleti morelleti (Bonaparte), 1850 – desde el sureste de México hasta el oeste de Panamá.
- Sporophila morelleti mutanda Griscom, 1930 –  desde el sur de Chiapas (sur de México) hasta El Salvador.

La clasificación Clements Checklist/eBird v.2019 no reconoce a la subespecie mutanda como válida.